# Paraclea dolita
Paraclea dolita är en fjärilsart som beskrevs av William Schaus 1901. Paraclea dolita ingår i släktet Paraclea och familjen snigelspinnare. Inga underarter finns listade i Catalogue of Life.